# فوينتيس دي إبرو
بلدية فوينتيس دي إبرو (بالإسبانية: Fuentes de Ebro) هي بلدية تقع في مقاطعة سرقسطة التابعة لمنطقة أراغون شمال شرق إسبانيا.

## الديموغرافيا
بلغ عدد سكان بلدية فوينتيس دي إبرو 4.603 نسمة عام 2011 (وفقاً للمعهد الوطني الإسباني للإحصاء).
| 3.763 | 3.834 | 3.993 | 4.086 | 4.134 | 4.596 | 4.603 |